# Кочулија
Кочулија (мкд. Кочули, тур. Koçullu) је насеље у Северној Македонији, у југоисточном делу државе. Кочулија је насеље у оквиру општине Валандово.

## Географија
Кочулија је смештена у југоисточном делу Северне Македоније, близу државне границе са Грчком (5 km источно од села). Од најближег града, Валандова, насеље је удаљено 13 km источно.
Насеље Кочулија се налази у историјској области Бојмија. Насеље је положено у јужној подгорини планине Беласице, на приближно 310 метара надморске висине. 
Месна клима је измењена континентална са значајним утицајем Егејског мора (жарка лета).

## Становништво
Кочулија је према последњем попису из 2002. године имала 50 становника. По попису из 1994. године насеље је имало 91 становника.
Већинско становништво у насељу су Турци, а претежна вероисповест месног становништва ислам.